# L'Élixir de jouvence (film)
 (août 2025).
Pour plus de détails, voir Fiche technique et Distribution.
L'Élixir de jouvence ou 	Rigadin veut rajeunir[réf. nécessaire] est un film muet français réalisé par Georges Monca, sorti en 1911.

## Fiche technique
- Titre : L'Élixir de jouvence*
- Autre titre : 	Rigadin veut rajeunir
- Titre de travail : 	Rigadin entre deux âges
- Réalisation : Georges Monca
- Scénario : Paul Gravollet
- Photographie :
- Montage :
- Société de production : Société cinématographique des auteurs et gens de lettres (S.C.A.G.L)
- Société de distribution : Pathé Frères
- Pays d'origine :  France
- Langue : Film muet avec les intertitres en français
- Métrage : 105 mètres
- Format : Noir et blanc — 35 mm — 1,33:1 — Muet
- Genre :  Comédie
- Durée : 3 minutes 30
- Dates de sortie : 
  - France : janvier 1911

## Distribution
- Charles Prince : Rigadin
- André Barally
- Madame Mac Lean
- Madame d'Eyriel